# Garfagnina
La Garfagnina est une race bovine italienne.

## Origine
Elle est issue de la podolica primitive du rameau bovin grise des steppes arrivé avec les invasions des Ve et VIe siècles. Elle est élevée depuis très longtemps dans la garfagnana d'où elle tire son nom, en Toscane. Elle a subi de très lourdes pertes lors de la Seconde Guerre mondiale. Elle a subi des croisements avec la brune italienne dans les années 1960 et l'effectif est tombé très bas. 
Elle fait partie des races inscrites en 1985 dans le "registre de la population bovine autochtone et groupes ethniques à diffusion limitée". (registro anagrafico delle populazionni bovini autochtono et gruppo etnici a limitata diffusione) À cette occasion, le livre généalogique a été ouvert. Il a permis de faire grimper l'effectif: de 21 vaches et 4 taureaux en 1983, il atteint en 2002 170 vaches et 10 taureaux.

## Morphologie
Elle porte une robe gris clair avec un dégradé pouvant aller du blanc au gris ardoise voire bleuté. La tête, l'encolure et les pattes sont plus sombres. Les muqueuses sont noires mais le mufle est cerné d'un liséré plus clair. 
C'est une race de taille moyenne et légère: la vache mesure 125 cm pour 425 kg et le taureau 140 cm pour 600 kg.

## Aptitudes
C'est une race classée mixte, laitière durant sa vie et bien valorisée à la réforme par la conformation de sa carcasse.